# نيكي جيوفاني
نيكي جيوفاني (بالإنجليزية: Nikki Giovanni)‏ هي كاتِبة وشاعرة أمريكية، ولدت في 7 يونيو 1943 في نوكسفيل في الولايات المتحدة.

## وصلات خارجية
- نيكي جيوفاني على موقع IMDb (الإنجليزية)
- نيكي جيوفاني على موقع الموسوعة البريطانية (الإنجليزية)
- نيكي جيوفاني على موقع ميوزك برينز (الإنجليزية)
- نيكي جيوفاني على موقع إن إن دي بي (الإنجليزية)
- نيكي جيوفاني على موقع ديسكوغز (الإنجليزية)